# Lytopeplus curtulus
Lytopeplus curtulus is een keversoort uit de familie dwerghoutkevers (Cerylonidae). De wetenschappelijke naam van de soort werd in 1913 gepubliceerd door George Charles Champion.